# Església de Sant Francesc de Paula (Viver)
L'església de Sant Francesc de Paula és un lloc de culte al nucli urbà de Viver, a la comarca de l'Alt Palància, catalogat, de manera genèrica com a bé de rellevància local, segons la Disposició Addicional Cinquena de la Llei 5/2007, de 9 de febrer, de la Generalitat, de modificació de la Llei 4/1998, d'11 de juny, del Patrimoni Cultural Valencià (DOCV Núm. 5.449 / 13/02/2007), amb codi: 12.07.140-002. Actualment, pertany a la Diòcesi de Sogorb-Castelló, arxiprestat 2, conegut com a Sant Antoni Abat, amb seu a Xèrica, no sent considerada com a parròquia, sinó com a simple església.

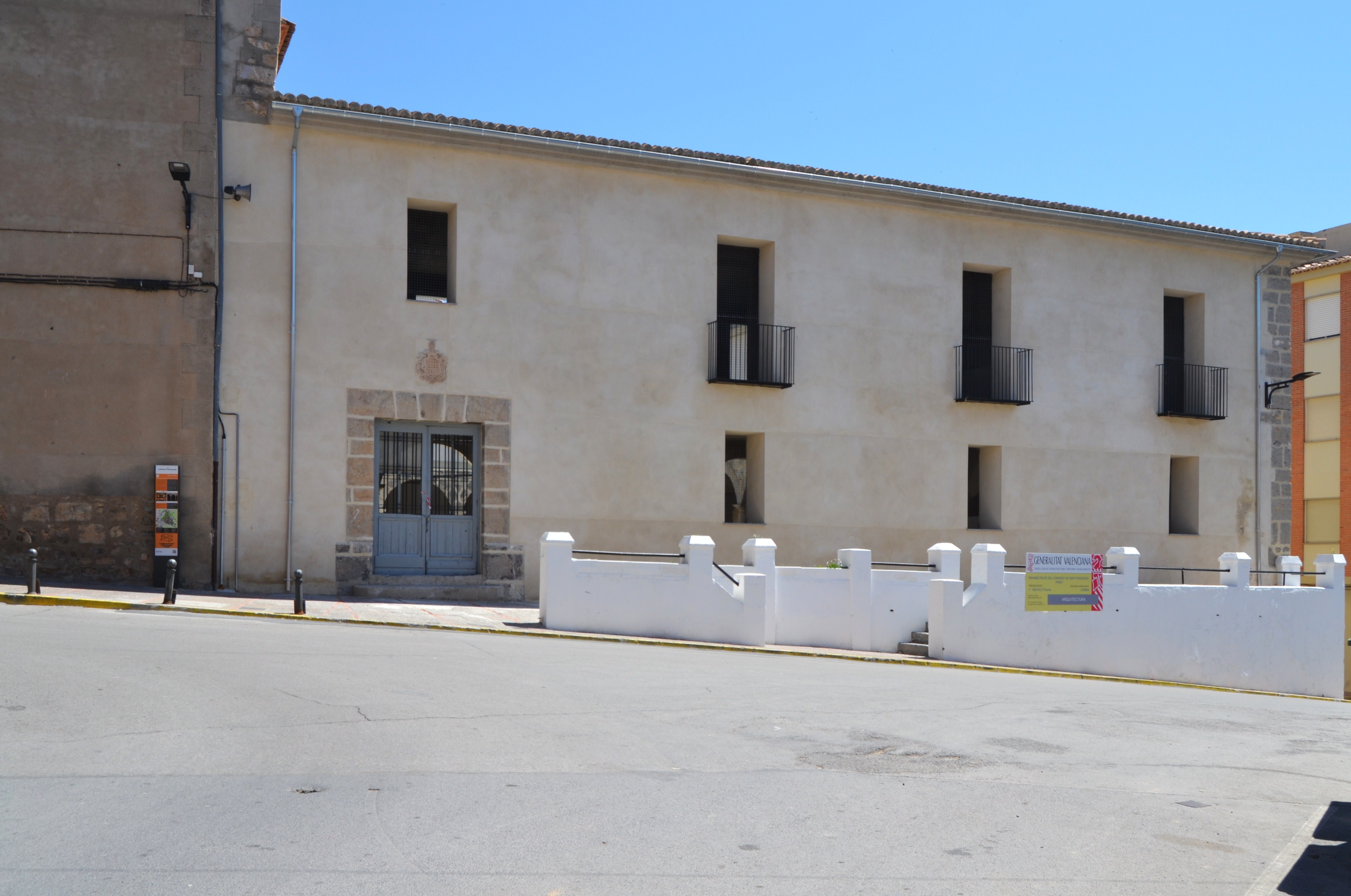
Façana de l'antic convent

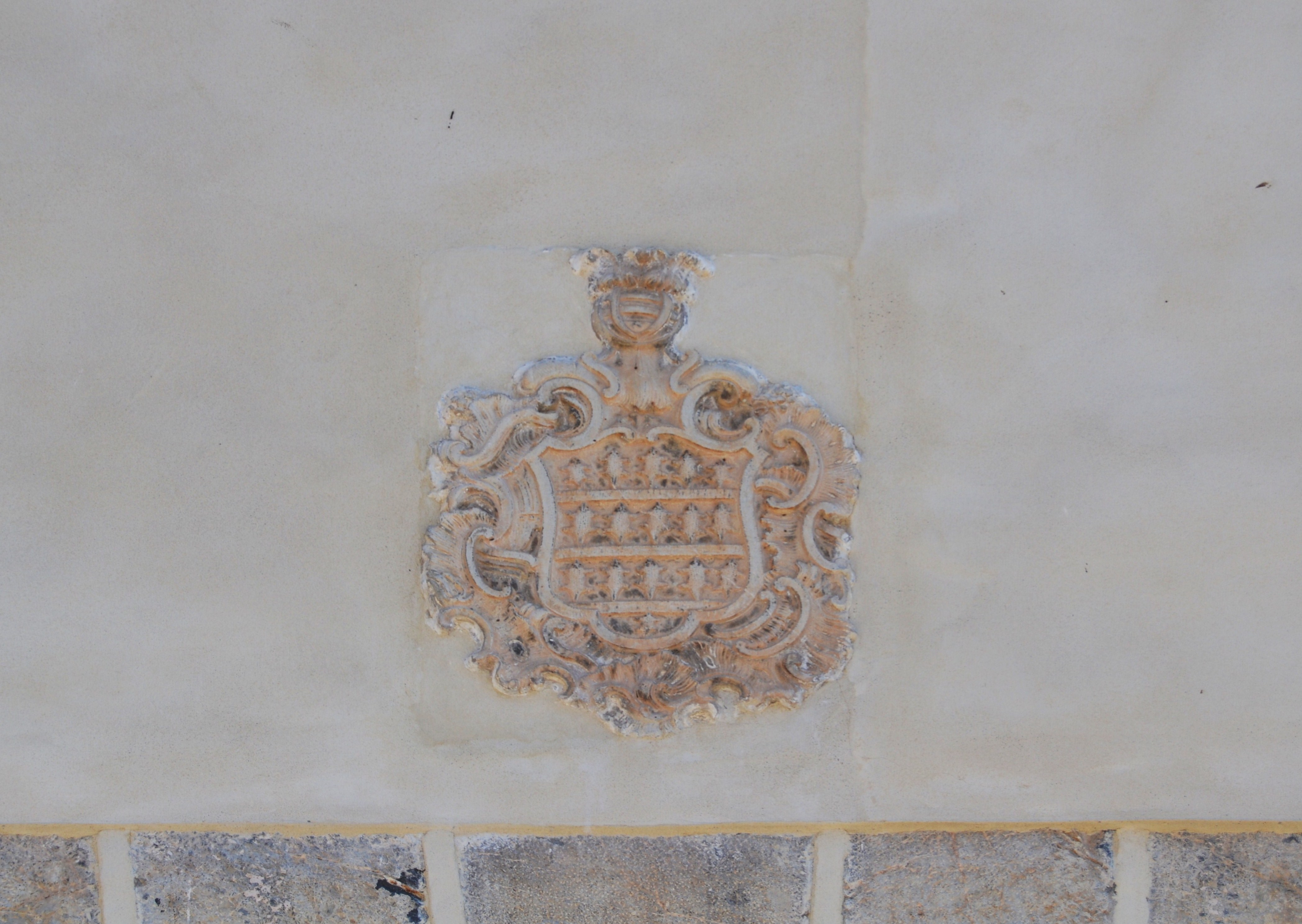
Escut de l'antic convent

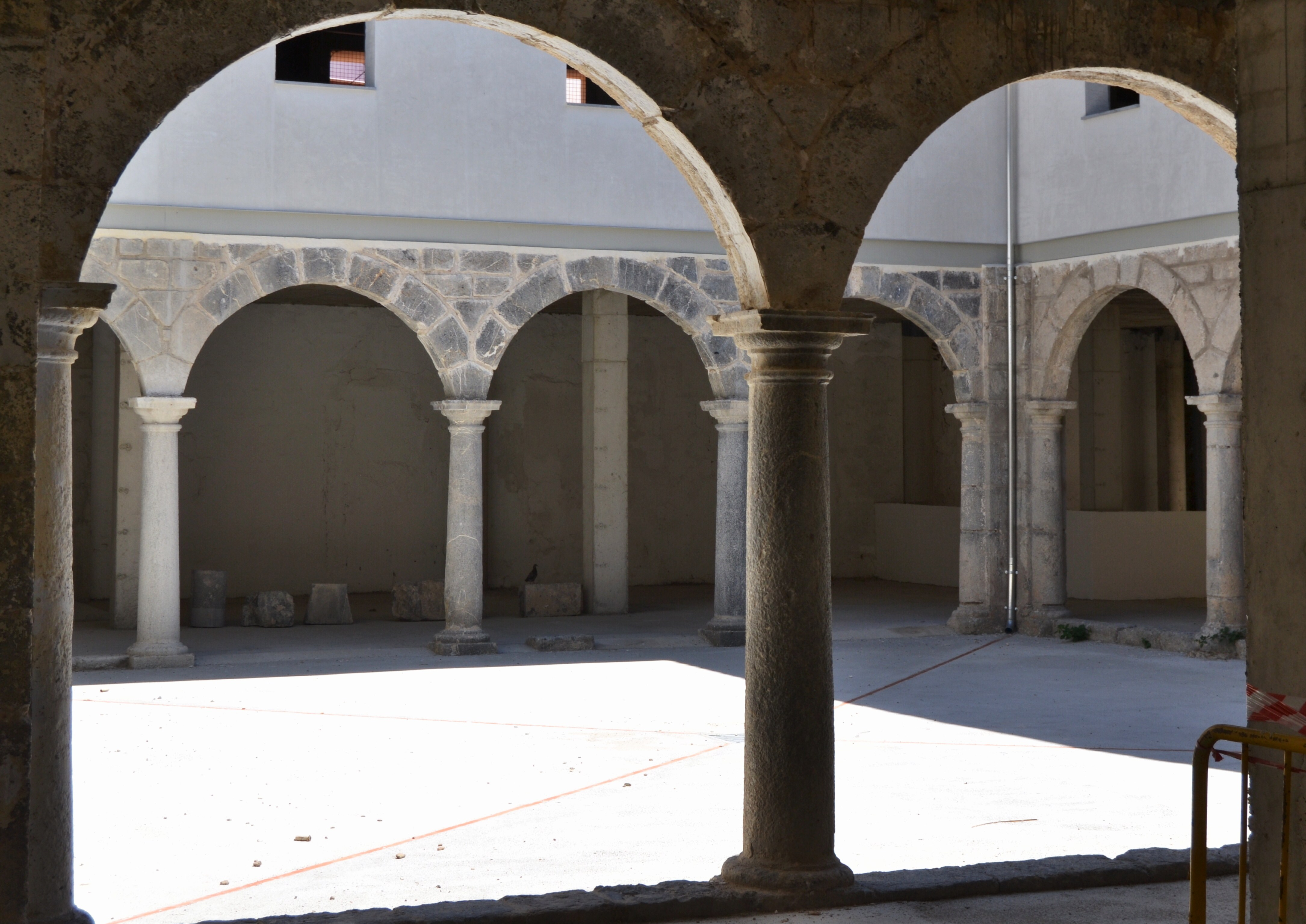
Claustre de l'antic convent

L'actual església de Sant Francesc de Paula, patró de Viver, és considerada com a ermita en el PGOU de l'Ajuntament, i és en realitat l'església de l'antic convent de religiosos mínims, la fundació dels quals data dels anys 1603 o 1605.
Es va construir sota la influència de l'estil barroc, utilitzant com a materials maçoneria i carreus presentant en la façana principal (que coincideix amb els peus de la planta de l'edifici) una porta d'accés amb llinda.
Externament no compta amb campanar, encara que sí amb una petita espadanya al centre de la façana principal, per a una sola campana, i la seva coberta és a dues aigües.
Per la seva banda, a l'interior, presenta una nau única amb quatre crugies i capelles en els laterals. La coberta interior és de volta de canó, recolzada en pilastres i arcs de mig punt; amb llunetes per donar il·luminació a l'interior del temple, en la nau principal i el sotacor. Per la seva banda, les capelles laterals presenten com coberta volta de quadrant d'esfera en la capella major i coberta plana en la sagristia.
Presenta als peus, sobre l'entrada al temple, cor alt, amb fronts rebaixats i l'accés dels quals es realitza mitjançant una escala de caragol en fusta i ferro.
La decoració interior es basa en pilastres adossades amb capitell compost i cos arquitravat, en els quals es poden observar àngels d'escaiola sostenint la cornisa. També es presenten rocalles daurades datades del segle xvii, que són utilitzades per delimitar els elements estructurals, com les llunetes, arcs, trams centrals de l'arquitrau i finestres. A més, es decora el centre de cada un dels trams de la volta, amb florons, i el mateix es repeteix, encara que més gran, a l'absis, el qual presenta com a complement decoratiu, encara que molt mal conservades, cinc pintures sobre llenç entre el costellam decoratiu. La coberta del cor és de volta de quart d'esfera amb petxines decorades per rocalles d'escaiola, aquest cop sense pintar.
Se sap que l'església va ser renovada i reedificada en 1852 i que en 1866 es va construir l'altar major, que va ser utilitzat com a cuina en la Guerra Civil Espanyola. La cúpula presenta pintures a l'oli sobre el mur, dels quatre evangelistes i l'Anell Pasqual, que van ser restaurades en 1996.
Durant la desamortització el convent després va passar a ser caserna de la Guàrdia Civil. En 1978 el seu interior es va repintar i va decorar-se amb taulells alcorins (imitació) representant escenes de la vida del Sant.
En el seu interior es conserva com un annex a la seva estructura l'antic claustre del convent, que actualment, està en procés de rehabilitació.
Durant l'any 2005 es van dur a terme treballs d'excavació de la cripta del temple.